# ハビエル・モレノ
ハビエル・モレノ（Javier Moreno、1984年7月28日 - ）は、スペイン、ハエン出身の自転車競技（ロードレース）選手。

## 来歴
2005年
- スペイン選手権・U23ロードレース 優勝
- ブエルタ・ア・コルドバ 総合優勝

2008年、アンダルシーア・カハスールに移籍。
- ブエルタ・ア・エスパーニャ 総合21位

2011年、カハ・ルラルに移籍。
- ブエルタ・ア・アストゥリアス 総合優勝

2012年、モビスター・チームに移籍。
- ツアー・ダウンアンダー 総合8位
- ブエルタ・ア・カスティーリャ・イ・レオン 総合優勝
- ブエルタ・ア・エスパーニャ チームタイムトライアル（第1）勝利

2013年
- ツアー・ダウンアンダー
  - 山岳賞
  - 総合2位
- ブエルタ・ア・ラ・コムニダ・デ・マドリー 優勝

2017年
- バーレーン・メリダに移籍